# Thomas Kilgore Sherwood
Thomas Kilgore Sherwood (Columbus, Ohio, 25 de julho de 1903 – 14 de janeiro de 1976) foi um engenheiro químico estadunidense, membro fundador da Academia Nacional de Engenharia dos Estados Unidos.

## Biografia
Sherwood nasceu em Columbus, Ohio, e passou a maior parte de sua juventude em Montreal. Obteve em 1923 um bacharelado na Universidade McGill, e entrou no Instituto de Tecnologia de Massachusetts (MIT), obtendo um Ph.D. em 1929 com a tese "The Mechanism of the Drying of Solids", um ano após tornar-se professor assistente no Instituto Politécnico de Worcester. Em In 1930 retornou para o MIT como professor assistente, onde permaneceu até aposentar-se, sendo professor associado em 1933 e professor em 1941. Em 1969 tornou-se professor de engenharia química da Universidade da Califórnia em Berkeley.
O interesse primário de Sherwood foi na área de transferência de massa, e em 1937 publicou o primeiro livro significativo sobre o assunto, Absorption and Extraction (republicado em 1974 como Mass Transfer). O número de Sherwood é denominado em sua memória:
{\displaystyle Sh={\frac {K_{c}L}{\mathcal {D}}},}
onde
- {\displaystyle K_{c}}: coeficiente global de transferência de massa;
- {\displaystyle L}: comprimento característico;
- {\displaystyle {\mathcal {D}}}: coeficiente de difusão do componente.

Suas atividades na Segunda Guerra Mundial incluíram organizar engenheiros químicos para o National Defense Research Committee (NDRC) em 1940; consultar o Baruch Committee sobre desenvolvimentos de borracha sintética (1942); etc. Seus trabalhos sobre consultoria industrias incluíram esforços em dessalinização da água marinha, remoção de dióxido de enxofre de emissões, liofilização de sangue, e manufatura de penicilina e acetato de vinila.
Sherwood foi membro da Academia de Artes e Ciências dos Estados Unidos (1948), Academia Nacional de Ciências dos Estados Unidos (1958) e Academia Nacional de Engenharia dos Estados Unidos.

## Obras
Sherwood, Thomas K. (1975), Mass Transfer, ISBN 978-0-07-056692-7, New York: McGraw-Hill